# Ваке (Озургетский муниципалитет)
Ваке (груз. ვაკე) — село в Грузии, на территории Озургетского муниципалитета края (мхаре) Гурия.

## География
Село находится в западной части Грузии, в верховьях реки Сепы, на расстоянии приблизительно 12 километров (по прямой) к северо-западу от города Озургети, административного центра муниципалитета. Абсолютная высота — 147 метров над уровнем моря.

## Население
По результатам официальной переписи населения 2014 года, в Ваке проживало 504 человека (257 мужчин и 247 женщин). В национальной структуре населения грузины составляли 89,9 %, армяне — 8,9 %, русские — 1 %.
| Год  | Население, человек |
| ---- | ------------------ |
| 2002 | 502                |
| 2014 | ↗ 504              |